# Marcellus Sommerville
Marcellus Sommerville (nacido el 21 de febrero de 1982  en Peoria, Illinois, USA) es un jugador de baloncesto profesional estadounidense que juega en la posición de ala-pívot en las filas del Tokyo Hachioji Bee Trains japonés.

## Trayectoria deportiva
Es un ala-pívot formado entre las universidades de Iowa Hawkeyes y los Bradley Braves. Tras no ser drafteado en 2006, decidió emprender su aventura en el baloncesto europeo recalando en principio en Hungría (Atomeromu SE Paks).
Más tarde, el jugador obtendría una amplia experiencia en el campeonato francés y en 2010 consiguió el Campeonato de Liga con Cholet. En 2013, con su fichaje por Nancy, el jugador disputaría la campaña con su octavo equipo distinto, tras su paso por Le Mans (2011-12), Paris-Levallois (2010-11), Chalon y después Cholet (2009-10), Roanne (2008-09), Le Havre (2007-08) y Chalon en sus inicios en Francia (2007) todos ellos en la Pro A y en Angers (2006-07) en la Pro B.
Tras un paso por Argentina de una temporada, en concreto en las filas del Regatas de Corrientes, en 2015 regresa a Francia para jugar en su noveno equipo, el Orléans Loiret Basket.
[actualizar]